# Photocryptus testaceus
Photocryptus testaceus är en stekelart som först beskrevs av Taschenberg 1876.  Photocryptus testaceus ingår i släktet Photocryptus och familjen brokparasitsteklar. Inga underarter finns listade i Catalogue of Life.